# آوتاکوئید
آوتاکوئید (به انگلیسی: Autacoid)(اتوکوئید) فاکتور بیولوژیکی است که مانند هورمون محلی عمل کرده٬ دارای اثر کوتاه‌مدت و در محدوده انتشار عمل می‌کند.
بااینکه محدوده اثر آوتاکوئید‌ها در نزدیکی محل ترشح انجام می‌شود اما ترشح بیش‌از حد این شبه‌هورمون و بالا رفتن غلظت آن٬ به درون سیستم گردش خون پایان می‌یابد.
این هورمونها محلی هستند و در نتیجه اثر پاراکرین دارند. برخی آوتاکوئید‌های مهم عبارتند از:
- ایکوزانوئید
- آنژیوتانسینوژن
- نئوروتنسین
- کینین‌ها
- سروتونین
- هیستامین
- نیتریک اکسید